# Bernard-Marie Koltès
Bernard-Marie Koltès (* 9. April 1948 in Metz; † 15. April 1989 in Paris) war ein französischer Autor, Regisseur und Dramatiker.

## Leben
Bernard-Marie Koltès wurde 1948 als Sohn eines Offiziers der Festung Metz geboren. An der Theaterschule des Théâtre National de Strasbourg erhielt Koltès eine Regieausbildung und arbeitete danach als Regisseur und Autor für Theater und Rundfunk.
In den 1970er Jahren begann Koltès für das Theater zu schreiben und hielt sich für längere Zeit im Ausland auf. Seinen Durchbruch als Dramatiker hatte Koltès 1976 mit dem beim Festival von Avignon uraufgeführten Monolog Die Nacht kurz vor den Wäldern.
1983 eröffnete Patrice Chéreau sein Théâtre des Amandiers in Paris-Nanterre mit Kampf des Negers und der Hunde und inszenierte in der Folge alle Stücke des Autors. Chéreau hat einige seiner Inszenierungen verfilmt. Von 1986 bis 1990 folgten in jährlichen Abständen Uraufführungen auf europäischen Bühnen. Koltès wurde zum international meistgespielten französischen Theaterautor seiner Zeit.
1989 starb Bernard-Marie Koltès im Alter von 41 Jahren an den Folgen von Aids.

## Stücke
- Bitternisse (Les amertumes) UA Théâtre du Quai, Straßburg, 1970.
- Dumpfe Stimmen (Des voix sourdes) UA Vereinigte Bühnen Graz/Steirischer Herbst, 1992.
- Das Erbe (L’Héritage) UA Schauspiel Bonn, 1991.
- Sallinger (Sallinger) UA Théâtre de l’Eldorado, Lyon, 1977. DE Schauspiel Bonn, 1995.
- Die Nacht kurz vor den Wäldern (La nuit juste avant les forêts) UA Festival d’Avignon, 1977. DE Studiotheater München, 1983.
- Kampf des Negers und der Hunde (Combat de nègre et de chiens) UA La Mama Theatre, New York, 1981. DE Schauspiel Frankfurt, 1984.
- Quai West (Quai ouest) UA Stadsschouwburg, Amsterdam, 1985 Regie: Stephan Stroux.[2] DE Schauspielhaus Bochum, 1986.
- Tabataba (Tabataba) UA Théâtre Ouvert/Festival d’Avignon, 1986. DE Kulturzentrum in der Futterfabrik, Aarau, 1991.
- In der Einsamkeit der Baumwollfelder (Dans la solitude des champs de coton) UA Théâtre des Amandiers, Nanterre, 1987. DE Kammerspiele München, 1987.
- Rückkehr in die Wüste (Le retour au désert) UA Thalia Theater, Hamburg, 1988.
- Roberto Zucco (Roberto Zucco) UA Schaubühne am Lehniner Platz, 1990
- Procès ivre (siehe unten)

## Über Koltès
„Koltès hat ein facettenreiches dramatisches Werk hinterlassen. Sind seine ersten Stücke noch vom Realismus geprägt, so gewinnt seine Dramatik in der Folge ihr spezifisches Profil aus dem thematischen Horizont einer multikulturellen Gesellschaft, der Konfrontation verschiedener Kulturen, der Analyse bürgerlicher Obsessionen und deren anarchischer Zertrümmerung. All seinen Stücken gemeinsam ist eine mythische Überhöhung der Wirklichkeit.“ („Der Autor: Bernard-Marie Koltès“, 3Sat.online)

## Procès ivre
Das Motiv zu diesem Stück gibt Raskolnikow ab, die Hauptfigur in Dostojewskis Roman Schuld und Sühne. Für diesen Mörder ist die alte Wucherin nicht besser als eine Laus. Er tötet sie, um zu überleben, ohne Schuldbewusstsein, in einem „acte gratuit“. Raskolnikov überschreitet gesellschaftliche und moralische Grenzen, er muss bestraft werden. Mutter und Schwester suchen ihm zu helfen, so dass die Frage entsteht, ob es für ihn Gnade gebe?
Wie unter einem Brennglas wird die Handlung des Romans auf einen Raum fokussiert, in dem sich ein selbstzerstörerischer Albtraum entblättert. Weit über die Vorlage hinausgehend, zieht Koltès in einem trunkenen Prozess auch die Frauen in den Strudel des moralischen Verfalls.
Im Alter von 23 Jahren nahm Koltès den Roman als Vorlage zu einem Theaterstück, das aus dem Nachlass veröffentlicht wurde.

## Preise
- 1982: Prix du jeune talent de la Société des Auteurs et Compositeurs Dramatiques
- 1982: Erster Preis des Fringe Festivals in Edinburgh für Die Nacht kurz vor den Wäldern

## Einige Inszenierungen im deutschsprachigen Raum
- Schauspielhaus Bochum Quai West, 1986. Deutsche Erstaufführung (Übersetzung von Heiner Müller und Maria Gignoux-Prücker)
- Schillertheater (Berlin) Kampf des Negers und der Hunde, 1987 (Regie: K. D. Schmidt)
- Münchner Kammerspiele In der Einsamkeit der Baumwollfelder, 1987 (Regie: Alexander Lang)
- Theater Altenburg In der Einsamkeit der Baumwollfelder, 1989. DDR Erstaufführung (Regie: Gert Hof)
- Schaubühne am Lehniner Platz Berlin Roberto Zucco, 1990. Uraufführung (Regie: Peter Stein)
- Volksbühne Berlin Die Nacht kurz vor den Wäldern, 1990 (Regie: Gert Hof)
- Münchner Kammerspiele Kampf des Negers und der Hunde, 1992 (Regie: Armin Petras)
- Volksbühne Berlin Quai West, 1992 (Regie: Gert Hof)
- Freie Volksbühne Berlin Koltès IV (Texte aus dem Nachlass), 1992. Uraufführung (Regie: Gert Hof)
- Tränenpalast Berlin Kampf des Negers und der Hunde, 1993 (Regie: Gert Hof)
- Akademie der Künste (Berlin) Dumpfe Stimmen, 1994 (Regie: Gert Hof)
- Münchner Kammerspiele Quai West, 1994 (Regie: Christian Stückl)
- Münchner Kammerspiele Die Nacht kurz vor den Wäldern, 1994 (Regie: Jens-Daniel Herzog)
- Münchner Kammerspiele Roberto Zucco, 1995 (Regie: Christian Stückl)
- Burgtheater Wien Roberto Zucco, 2001 (Regie: Klaus Michael Grüber)
- Münchner Kammerspiele Sallinger, Spielzeit 2002/03 (Regie: Christina Paulhofer)
- Kampf des Negers und der Hunde, 2003[3] (Regie: Dimiter Gotscheff)
- Schauspiel Frankfurt Die Nacht kurz vor den Wäldern, 2003 (Regie: Jens-Daniel Herzog)
- Bremer Theater Quai West, 2005
- Theater Bonn Roberto Zucco, 2005 (Regie: Johann Kresnik)
- Münchner Volkstheater Kampf des Negers und der Hunde, 2005 (Regie: Sebastian Hirn)
- Theater Freiburg Kampf des Negers und der Hunde, 2006 (Regie: Said Mola)
- Theater Willy Praml Frankfurt Quai West, 2006 (Regie: Willy Praml)
- Schauspiel Frankfurt Roberto Zucco, 2007 (Regie: Corinna von Rad)
- Bühnen der Stadt Köln In der Einsamkeit der Baumwollfelder, 2007 (Regie: Johannes Wenzel)
- Staatsschauspiel Dresden Kampf des Negers und der Hunde, 2007 (Regie: Olaf Altmann)
- Ruhrfestspiele  Recklinghausen in Koproduktion mit dem Théâtre National du Luxembourg Procès ivre[4], 2007. Deutsche Erstaufführung (in französischer Sprache; Regie: Frank Hoffmann. Premiere in Luxemburg im Dezember 2006). Zum Stück siehe oben.
- Burgtheater Wien "Quai West" 2010 (Regie: Andrea Breth)
- Ruhrfestspiele Recklinghausen / Theater an der Ruhr: Rückkehr in die Wüste, 2015 Regie: Roberto Ciulli[5]
- Schauspielhaus Zürich Roberto Zucco, 2015 (Regie: Karin Henkel)[6]
- Admiralspalast Berlin: In the Solitude of Cotton Fields, 2025 (Regie: Timofei Alexandrowitsch Kuljabin; Darsteller: John Malkovich und Ingeborga Dapkūnaitė)

## Hörspiele
- 1989: Rückkehr in die Wüste, Regie: Norbert Schaeffer, (SDR/RIAS Berlin)[7]
- 1990: Roberto Zucco, Regie: Norbert Schaeffer (Süddeutscher Rundfunk / RIAS Berlin)[8]

## Übersetzungen
- Kampf des Negers und der Hunde / Die Nacht kurz vor den Wäldern. Zwei Stücke Frankfurt: Verlag der Autoren. 2002 ISBN 3-88661-111-6
- Quai West / In der Einsamkeit der Baumwollfelder Frankfurt: Athenäum, 1986 (Übersetzung von Heiner Müller)
- Quai West / In der Einsamkeit der Baumwollfelder Frankfurt: Verlag der Autoren, 2007 (Übersetzung von Simon Werle) ISBN 3-88661-298-8
- Sallinger Frankfurt: Verlag der Autoren, 1995 ISBN 3-88661-165-5
- Flucht zu Pferd bis ans Ende der Stadt Frankfurt: Verlag der Autoren, 2002 ISBN 3-88661-170-1
- Das Erbe in: Engelhardt, Barbara (Hrsg.) Scène 5. Fünf neue französische Theaterstücke ISBN 3-88661-250-3
- Trunkener Prozess (Übersetzung von François Smesny) Frankfurt: Verlag der Autoren. 2006 (nicht im Buchhandel)
- Hamlet (Übersetzung von François Smesny) Frankfurt: Verlag der Autoren. 2007
- Der weite Weg (Übersetzung von François Smesny) Frankfurt: Verlag der Autoren. 2008
- Coco (Übersetzung von François Smesny) Frankfurt: Verlag der Autoren. 2009